# イワン・ボロベフ
イワン・ボロベフ（Ivan Vorobev 1988年7月16日- ）は、ロシア出身の柔道選手。階級は81kg級。

## 人物
2011年以降、国際大会で一定の成績を収めていたものの、国内のこの階級には元世界チャンピオンのイワン・ニフォントフがいたために、2012年のロンドンオリンピックには出場できなかった。グランドスラム・東京では長島啓太、中井貴裕、川上智弘と日本人選手を立て続けに破って2位となった。2013年の世界選手権では準々決勝でフランスのロイク・ピエトリに敗れるが、その後の3位決定戦では同じロシアのニフォントフが負傷により試合を棄権したため3位となった。しかしながら、世界選手権後に使用禁止物質の摂取が発覚して、世界選手権で獲得した世界ランキングの360ポイントがIJFにより取り消されることになった。それ以降、ロシア代表チームはボロベフを1年間ほど競技活動から身を引かせていたが、2014年10月のグランプリ・タシュケントで復帰して5位となった。2015年7月に地元で開催されたグランドスラム・チュメニでは優勝を飾った。2016年のリオデジャネイロオリンピックには国内の代表争いに敗れて出場できなかった。その後、2018年には階級を90kg級に上げると、グランプリ・タシュケントで3位になった

## 主な戦績
81kg級での戦績
- 2011年 - ワールドカップ・ブダペスト　3位
- 2011年 - ワールドカップ・タリン　2位
- 2011年 - ワールドカップ・ウランバートル　3位
- 2011年 - グランプリ・アブダビ　3位
- 2012年 - グランドスラム・モスクワ　5位
- 2012年 - ワールドカップ・ウランバートル　優勝
- 2012年 - グランドスラム・東京　2位
- 2013年 - グランプリ・サムスン　3位
- 2013年 - ヨーロッパ選手権　5位
- 2013年 - グランドスラム・モスクワ　3位
- 2013年 - 世界選手権　3位
- 2014年 - グランプリ・タシュケント　5位
- 2015年 - グランドスラム・チュメニ 優勝
- 2017年 - グランプリ・ハーグ 優勝

90kg級での戦績
- 2018年 - グランプリ・タシュケント　3位

(出典、JudoInside.com)